# 대동 (만주국)
대동(大同, 1932년 3월 1일 ~ 1934년 3월 1일)은 만주국(滿洲國)의 첫 번째 연호이자 푸이가 만주국 집정(執政)을 지내던 때 쓰던 연호이다.

## 개원
- 민국(民國) 21년(1932년) 3월 1일에 만주국이 건국되고 푸이를 집정으로 세우면서, 연호를 대동(大同)으로 건원하였다.[1]

- 대동(大同) 3년(1934년) 3월 1일에 집정 푸이가 황제로 등극하면서, 연호를 강덕(康德)으로 개원하였다.[2]

## 연대 대조표
| 대동 | 서기 (西紀) | 간지 (干支) | 대한임시정부 연호 | 중화민국기원    | 일본 연호      |
| 원년 | 1932년      | 임신 (壬申) | 대한민국 14년     | 민국(民國) 21년 | 쇼와(昭和) 7년 |
| 2년  | 1933년      | 계유 (癸酉) | 대한민국 15년     | 민국 22년       | 쇼와 8년       |
| 3년  | 1934년      | 갑술 (甲戌) | 대한민국 16년     | 민국 23년       | 쇼와 9년       |

## 동시대 연호

### 한국
대한민국 임시정부(大韓民國 臨時政府)
- 대한민국(大韓民國) (1919년 ~ 1948년)

### 중국
중화민국(中華民國)
- 민국(民國) (1912년 ~ )

중화공화국(中華共和國)
- 중화공화국(中華共和國) (1933년 ~ 1934년)

### 베트남
- 바오다이(保大) (1926년 ~ 1945년)

### 일본
- 쇼와(昭和) (1926년 ~ 1989년)

## 같이 보기
- 다른 왕조의 같은 연호
  - 양(梁) 대동(大同, 535년 ~ 546년)
  - 일본(日本) 다이도(大同, 806년 ~ 810년)
  - 요(遼, 거란) 대동(大同, 947년)
  - 동하(東夏) 대동(大同, 1224년 ~ 1233년)

- 중국의 연호 목록